# Pietro di Nocera

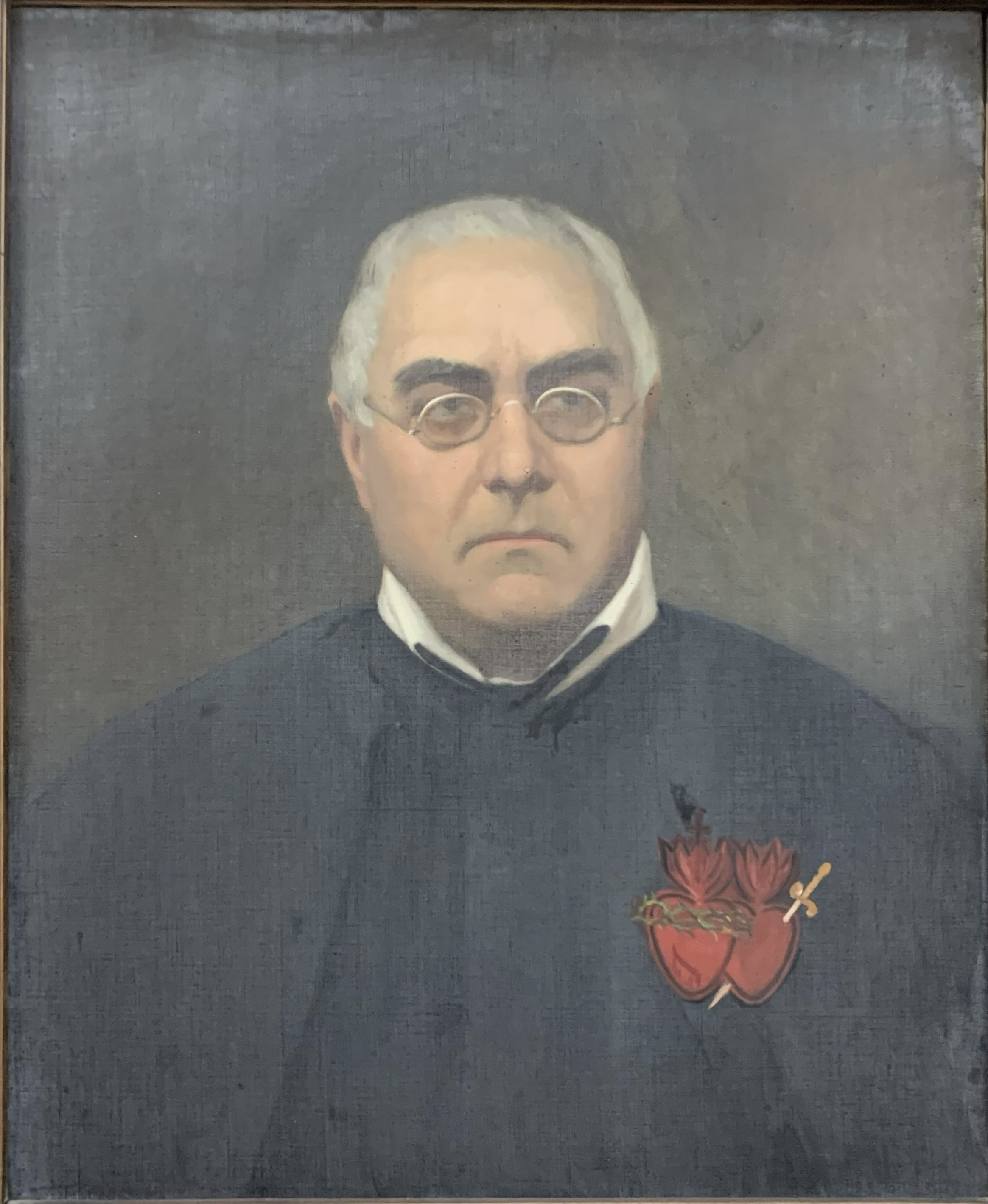
Ritratto di Pietro di Nocera presso il Museo di San Gaetano Errico

(P. Giuseppe Calasanzio Homs)
Don Pietro Cosmo Damiano di Nocera (Secondigliano, 23 marzo 1840 – Secondigliano, 8 giugno 1911) è stato un presbitero e nobile italiano. Restauratore della Congregazione dei Missionari dei Sacri Cuori di Gesù e Maria, la comunità missionaria più antica del Mezzogiorno, presente in Italia, India, Stati Uniti, Nigeria, Argentina, Indonesia e Slovacchia, ne fu il superiore generale dal 1887 al 1911 nel ruolo di successore di San Gaetano Errico.

## Biografia

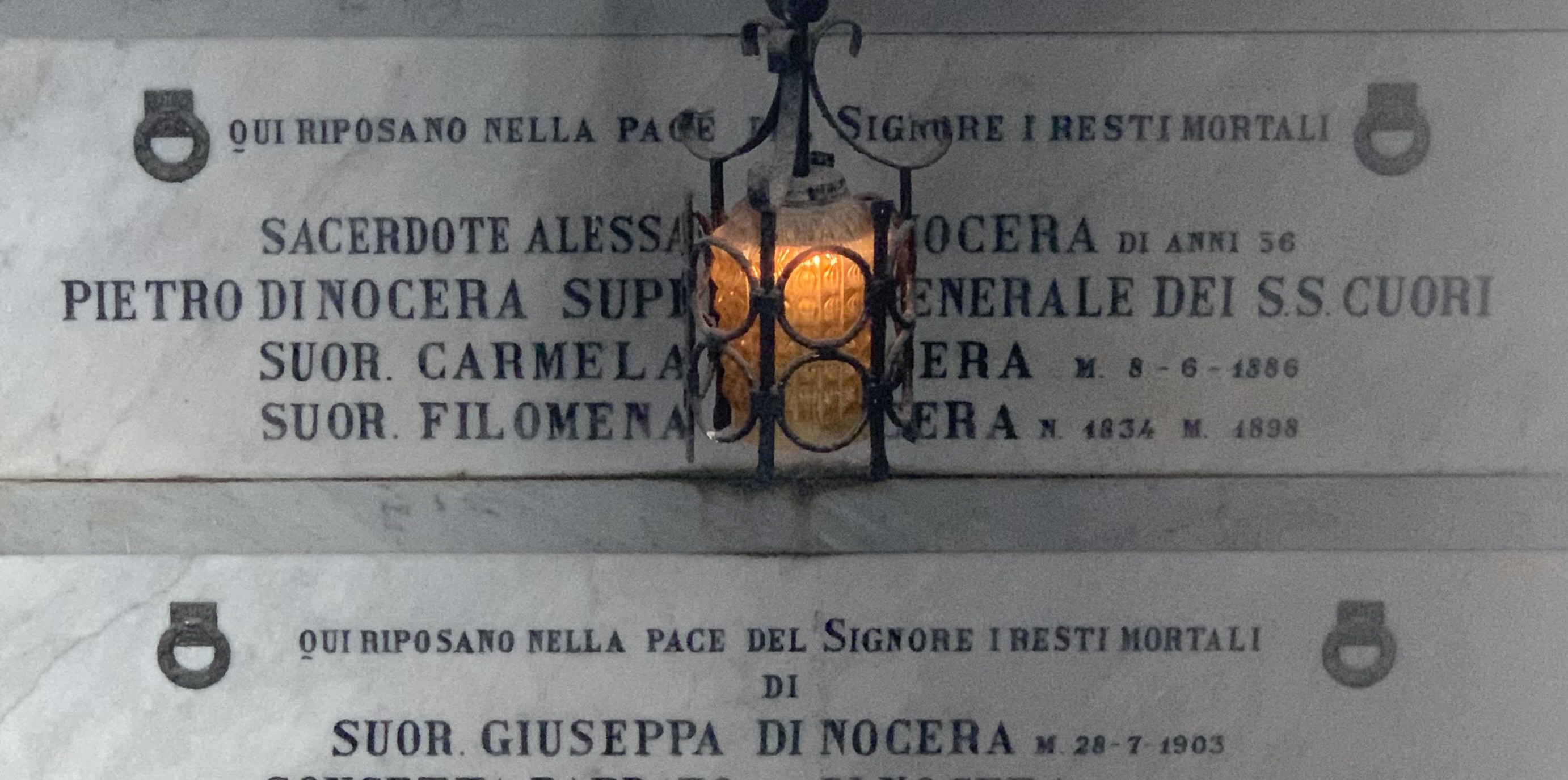
Nomi dei sacerdoti e delle suore, figli del conte Antonio di Nocera, presso la cappella di famiglia

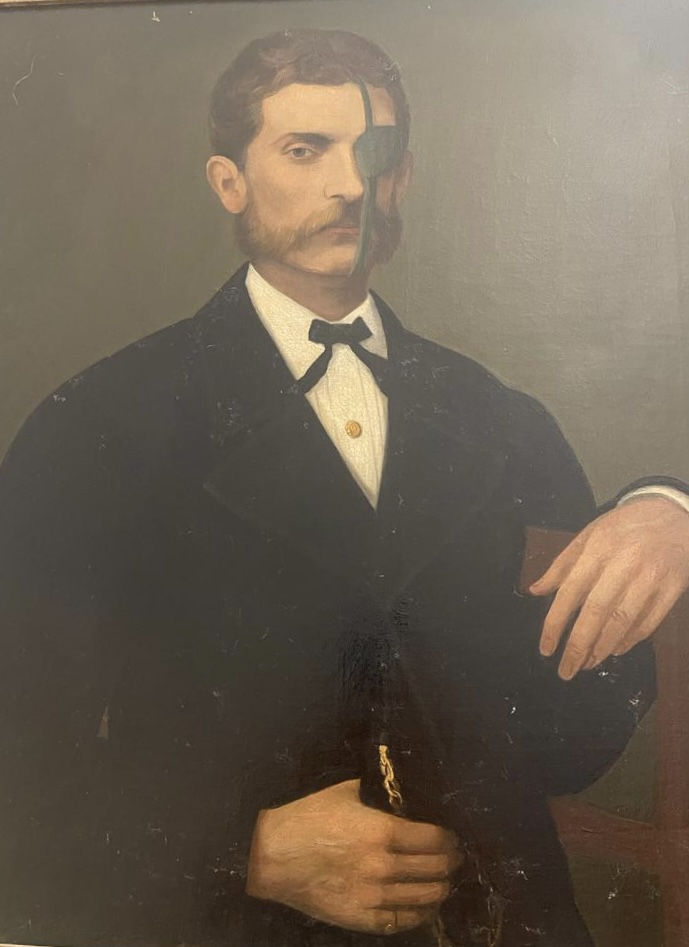
Don Vincenzo Alfonso di Nocera, fratello di don Pietro

Discendente dell’omonimo vescovo di Nocera nel XV secolo, p. Pietro di Nocera nacque a Secondigliano il 23 marzo 1840 da don Antonio, erede della nobile famiglia di Nocera e da donna Chiara Maria Miranda, sorella del notaio Cosma, appartenente alla nobiltà di toga borbonica. Quattro dei suoi fratelli, proprio come lui, presero i voti, divenendo sacerdoti e suore: Alessandro, Filomena, Giuseppa e Maria Carmela, quest’ultima nata dal difficile parto di donna Chiara Maria, come racconta l'opera del sacerdote Giosuè Miranda, grazie all’intercessione dei Santi Cosma e Damiano; mentre gli altri due fratelli, Vincenzo Alfonso ed Alfonso Cosma, si dedicarono alla gestione del patrimonio di famiglia e delle attività industriali e bancarie ad esso correlate, come il cugino Luigi di Nocera.
A seguito di un incontro tra San Gaetano Errico ed il giovane Pietro assieme al padre, nel quale, secondo le cronache dell'epoca, il Santo pronunciò la frase: "Don Antonio, questo fanciullo mi serve per la mia congregazione", a 17 anni entrò nell'ordine dei Missionari dei Sacri Cuori di Gesù e Maria, la cui fondazione era stata ispirata da Sant’Alfonso Maria de’ Liguori, il quale ebbe tra i suoi corrispondenti la carmelitana suor Antonia dell’Ascensione, al secolo Anna di Nocera, antenata del giovane, nata a Secondigliano nel 1695. Fu ammesso al noviziato il 15 dicembre 1857 e alla prima professione religiosa il 12 dicembre 1858, per poi essere ordinato sacerdote il 4 aprile 1863 da mons. Michele Salzano. Trascorse i primi anni del suo sacerdozio nella casa di Roma, vivendo con il p. Speranza e perfezionandosi negli studi. Nel 1870, con l'intenzione di rinvigorire e riorganizzare la congregazione, ritornò a Secondigliano, ove, in qualità di custode e rettore della chiesa, rimase il P. Domenico Buonocore, coadiuvato da fra Polizio Antonio come sacrestano, i due religiosi non dispersi dalla soppressione governativa del 1866. Quando il 20 febbraio 1872 morì il p. Buonocore, p. Speranza con lettera dell'8 luglio 1872 nominò p. Pietro di Nocera, nel quale i più anziani confessano di ravvisare l'immagine del fondatore, vice rettore della chiesa e responsabile della casa religiosa.

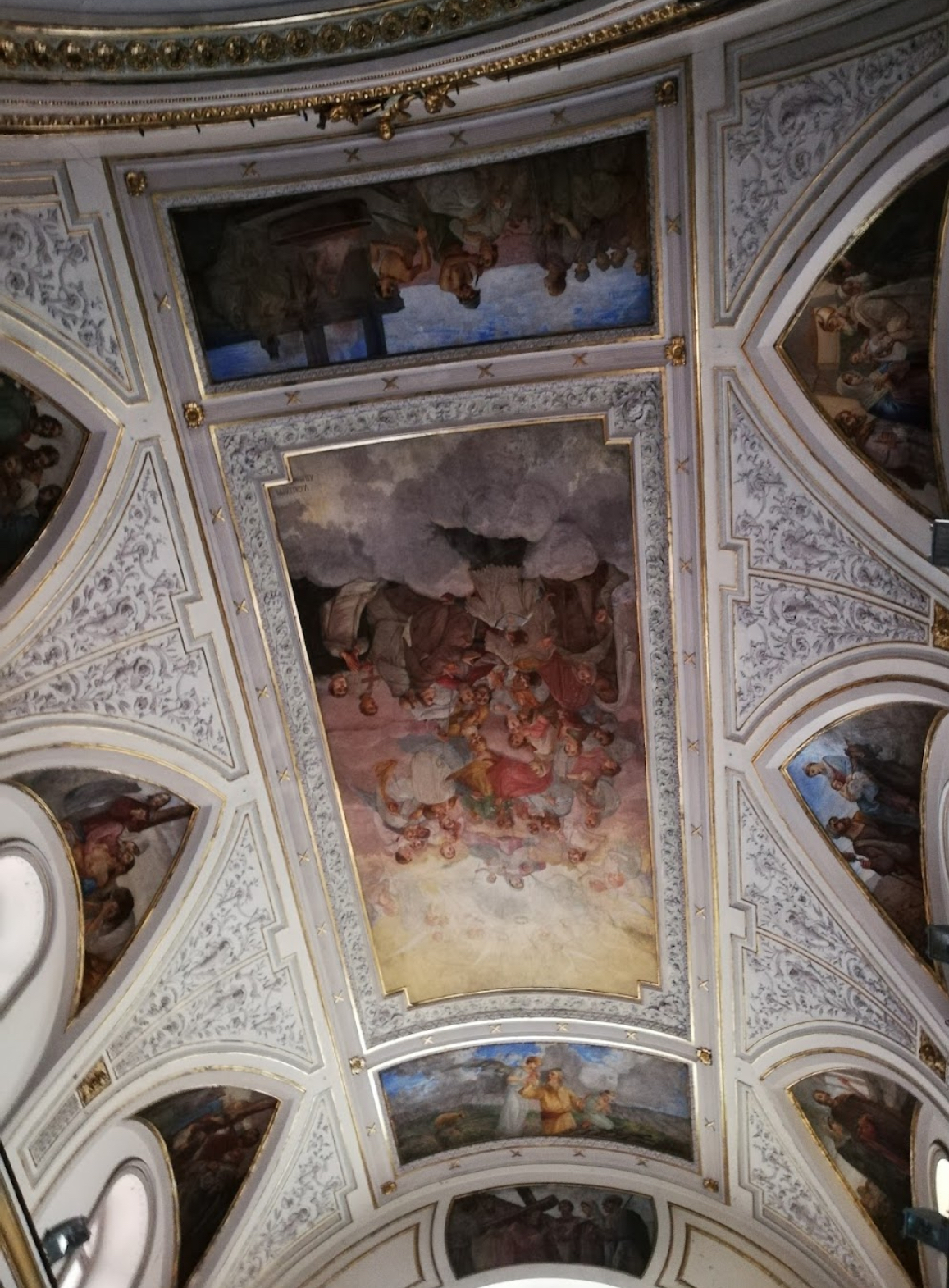
Parte degli affreschi del pittore Vincenzo Galloppi, commissionati da padre Pietro di Nocera

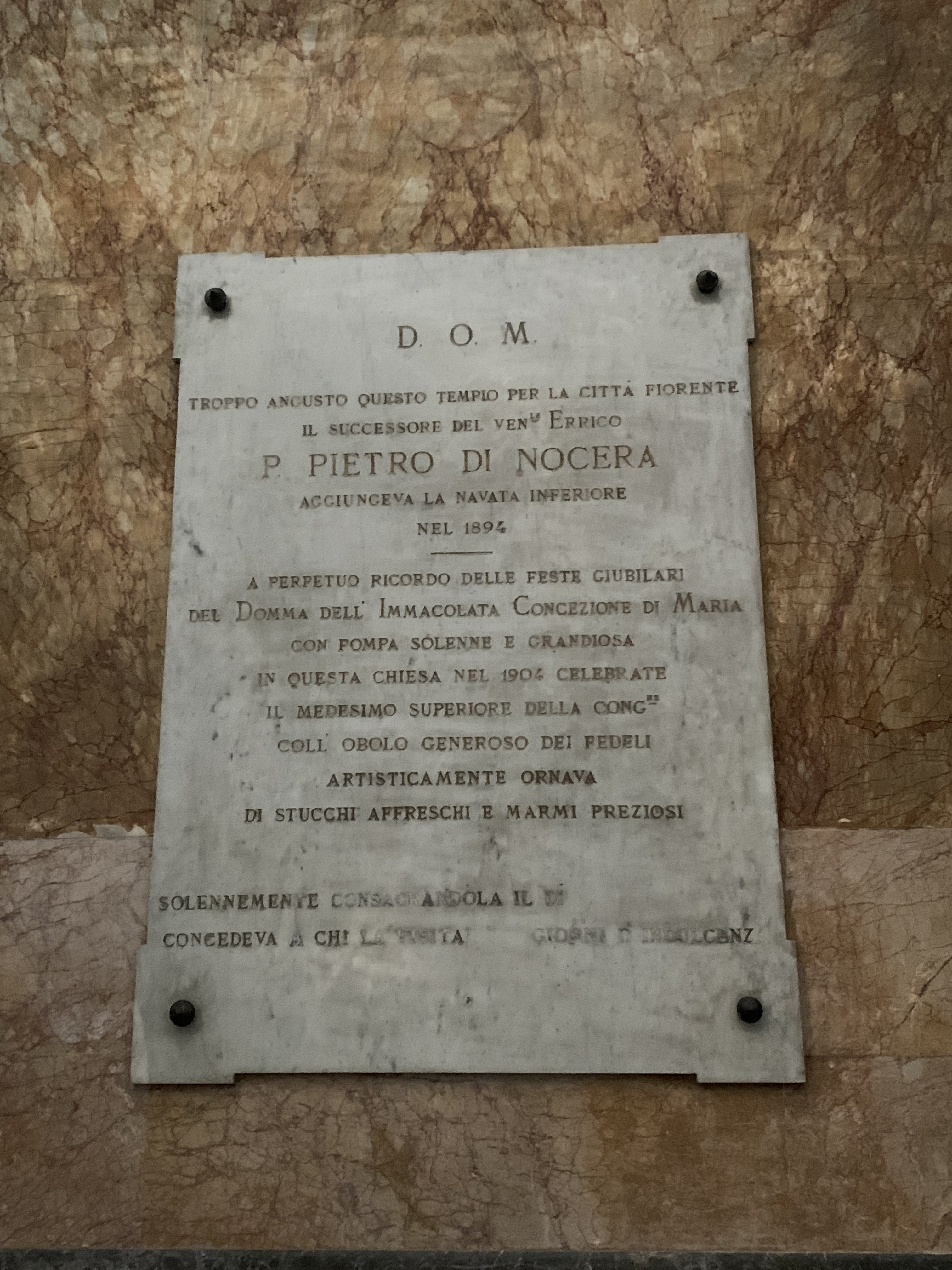
Targa commemorativa della benemerenza di padre Pietro di Nocera, posta all’interno della Chiesa dell’Addolorata nel 1894

Nel 1885 si adoperò per l'ampliamento della chiesa dell'Addolorata, terminato nel 1894, con l'aggiunta della navata laterale e l'abbellimento della navata centrale, da dedicare al fondatore, qualora fosse stato dichiarato beato. Successivamente, la ornò con stucchi, affreschi e rivestimento di marmi policromi, commissionando il lavoro altresì all'artista Vincenzo Galloppi. Quindi rassettò la casa religiosa e richiamò i religiosi dispersi che vivevano in famiglia, restaurando la congregazione e permettendone la diffusione mondiale. Nel Capitolo del 1885 fu eletto vicario generale ed il 13 marzo dello stesso anno il p. Sodano lo nominò procuratore generale e postulatore della causa di beatificazione del fondatore. Alla morte del p. Sodano fu nominato superiore generale. Nel corso del suo generalato, la congregazione rifiorì, anche grazie all'avvento del novizio servo di Dio Raffaele Mennella, accolto proprio su sua decisione. Costretto a vivere in famiglia in ottemperanza alle prescrizioni del medico e persuaso che taluni abusi in comunità fossero dovuti alla sua assenza, gli fu riconfermato il mandato dal Visitatore apostolico il 20 aprile 1909 sino alla sua morte, malgrado i costanti patimenti fisici.